# ロバート・ザイアンス
ロバート・ボレスワフ・ザイアンス（Robert Bolesław Zajonc、英語: [ˈzaɪ.ənt͡s] ZYE-unts ポーランド語: [ˈza.jɔnt͡s]、1923年11月23日 – 2008年12月3日）は、ポーランド生まれのアメリカ合衆国の社会心理学者で、数十年にわたり社会や認知過程に関する様々な主題について積み上げた業績によって知られている。
日本語ではこの人物の姓を「ザイアンス」とする慣用表記があるが、英語における発音は「ザイアンツ」に近い。また、ほかにも「ザイオンス」、「ザイオン」などと表記されることもあり、単純接触効果（後述）は「ザイオン効果」と称されることもある。

## 伝記

### 生い立ち
ロバート・ボレスワフ・ザイアンスは、1923年11月23日に、ポーランドのウッチ (Łódź) でひとりっ子として生まれた。1939年、ナチス・ドイツのポーランド侵攻がウッチに到達する前に、ザイアンス一家はワルシャワに避難した。短期間のワルシャワ滞在中に、一家が住んでいた建物は空襲による爆弾の直撃を受け、ザイアンスの両親は死亡し、ザイアンス自身も重傷を負った。その後、ワルシャワに留まっていた間、ザイアンスは「地下大学」で学び続けたが、最終的にはドイツの強制労働キャンプに送られた。ザイアンスは、労働キャンプを脱出したが、再び捕まり、フランスの政治犯監獄に送られた。再び脱出に成功したザイアンスは、フランスのレジスタンス運動に加わりながら、パリ大学で勉学を続けた。1944年、イングランドへ移り、ヨーロッパ戦線におけるアメリカ軍の翻訳者となった。

### 経歴
第二次世界大戦後、ザイアンスはアメリカ合衆国へ移住して、ミシガン大学への入学を出願し、仮及第生として受け入れられた。1955年、ザイアンスはミシガン大学からPh.D.を取得し、そのまま同大学の教員として1994年まで40年近くにわたって奉職した。在職期間中に、ザイアンスは社会調査研究所 (the Institute for Social Research) やグループ・ダイナミックス研究センター (the Research Center of Group Dynamics) の所長を務めた。ミシガン大学を離れた後、ザイアンスはスタンフォード大学の心理学名誉教授となった。

## 単純接触効果
ザイアンスの重要な貢献のひとつは、「ある刺激に繰り返しさらされることで、刺激に対する態度の変化が生じる」という「単純接触効果」の提示であった。ザイアンスは、社会的行動に関わる諸過程に焦点を当て、効果（ないし感情）と認知の関係を特に重視した。ザイアンスは、社会的促進（social facilitation：他者の存在が行為を促進したり、抑制したりすること） が人間や他の動物（特にゴキブリ）の間でどのように働くかを提示し、社会的促進が高次の認知過程の結果だけで生じているわけではないことを明らかにしたことでも知られている。

## 集合モデル (Confluence Model)
ザイアンスは、グレッグ・マーカス (Greg Markus) とともに、兄弟間の出生順や家族の規模が知能指数に与える影響についての数理モデルを提供する、集合モデル (Confluence Model) を開発した。彼らの理論が示唆するところによれば、子どもが生まれる環境が知的であれば、子どもの知能に影響が及ぶ。第1子が自分以外に子どもがいない家庭に生まれるのに対し、以降の子どもたちは大人と子どもが交じりあっている家庭に生まれる。家族の規模が大きくなるほど、家族の知能指数平均値は下落し、大家族の子どもたちは知能指数が若干低めになる。末っ子は、自分より小さい子の世話をする機会がないので、さらにもう少し低めの値となる。こうした効果は、理論上は重要であるが、それぞれの効果が及ぶ範囲はごく限られたものに過ぎず、知能指数得点にして3ポイント程度の幅のうちに収まってしまう。

## 共感と顔の特徴
ザイアンスは、同僚のグループとともに、25年間連れ添った夫婦が同じような顔の特徴を持つようになるのかを解明する研究を行った。110名（55組）の被験者たちは、結婚1年目から写真を撮影し、25年後に自分の見た目が伴侶のそれと似てくると思うか、と質問された。被験者たちが予想した変化はほとんどが顔の特徴に関するものであった。実際に25年が経過した後、新たな写真が撮影されたが、単純に画像を比べるだけでは結果は説明できなかった。しかし、すべての被験者夫婦は、自分たちの顔が実際に変化し、相手と似てきたと信じていた、という事実によって結果は説明された。
ザイアンスと同僚たちは、どのようにしてこうした現象が起きるのか、計量的な説明を開発した。食事の共通性、環境の影響、意識的選択の3つは、可能性がある説明ではないとして却下された。高脂肪の食事をとっていれば夫婦ともども顔が肥満して似てくるのではないか、という説は、被験者のすべてが太っていたわけではないことから、却下された。すべての被験者夫婦はアメリカ合衆国中西部からやってきており、環境の影響も要因としては却下された。人々が、やがて歳を取ったときに自分と似た見た目になりそうな相手を伴侶に選んでいるのではないか、という考えは完全には排除できなかったが、そうした傾向は、最善の理由付けとはならなかった。科学者たちが同意した説明は、共感であった。25年以上連れ添った夫婦の大部分は、相手の感情に同感して一致した感情を持つことができる。人間の感情や感覚は、その多くが顔の表情によって表現されるが、2人の人間が同じような感情表現を25年間続けていれば、同じような皺の模様が刻まれることになるだろう。この推論を十分に実証できるだけの証拠はないが、いかにもありそうなことではある。

## 好き嫌いに理屈は要らない
1980年、アメリカ心理学会から1979年の優秀科学功労賞を贈られたザイアンスは、寄稿の要請に応じて、思索的な、広く議論を巻き起こした論文「Feeling and Thinking: Preferences Need No Inferences（感覚と思考：好き嫌いに理屈は要らない）」を発表し、情緒と認知の機構は互いにほとんど独立しており、情緒の方がより強力で、優先されるのだ、という議論を展開した。この論文は、情緒の心理学的分析に関心の多くを割いており、感情や情緒過程の研究を欧米の心理学の最前線に引き戻していった数多くの契機のひとつとなった。
ザイアンスは、アメリカ合衆国の社会心理学者で、文化心理学における貢献で知られる、ヘイゼル・ローズ・マーカス (Hazel Rose Markus) と結婚していた。

## おもな業績
- 1965. Social facilitation. Science, 149, 269-274.
- 1966. Social facilitation of dominant and subordinate responses. Journal of Experimental Social Psychology, 2(2), 160-168.
- 1968. Attitudinal effects of mere exposure. Journal of Personality and Social Psychology, 9(2, Pt. 2), 1-27.
- 1975. Birth Order and Intellectual Development, with G. Markus. Psychological Review, 82, 74-88.
- 1980. Feeling and thinking: Preferences need no inferences. American Psychologist, 35(2), 151-175.
- 1982. Affective and cognitive-factors in preferences, with H. Markus. Journal of Consumer Research, 9(2), 123-131.
- 1984. On the primacy of affect. American Psychologist, 39(2), 117-123.